# Kanton Verneuil d’Avre et d’Iton
Der Kanton Verneuil d’Avre et d’Iton (früher Verneuil-sur-Avre)  ist seit 1790 ein französischer Wahlkreis in den Arrondissements Bernay und Évreux, im Département Eure und in der Region Normandie; sein Hauptort ist Verneuil d’Avre et d’Iton, Vertreter im Generalrat des Départements sind seit 2015 Colette Bonnard und Michel François.
Der Kanton Verneuil d’Avre et d’Iton liegt im Mittel auf 179 Meter über dem Meeresspiegel, zwischen 128 m in Tillières-sur-Avre und 227 m in Gournay-le-Guérin.

## Gemeinden
Der Kanton besteht aus 28 Gemeinden und Gemeindeteilen mit insgesamt 28.107 Einwohnern (Stand: 1. Januar 2022) auf einer Gesamtfläche von 457,93 km²:
| Gemeinde                         | Einwohner 1. Januar 2022 | Fläche km² | Dichte Einw./km² | Code INSEE | Postleitzahl | Arrondissement |
| -------------------------------- | ------------------------ | ---------- | ---------------- | ---------- | ------------ | -------------- |
| Acon                             | 472                      | 9,16       | 52               | 27002      | 27570        | Évreux         |
| Armentières-sur-Avre             | 161                      | 6,11       | 26               | 27019      | 27820        | Bernay         |
| Bâlines                          | 545                      | 3,73       | 146              | 27036      | 27130        | Bernay         |
| Bourth                           | 1.166                    | 18,63      | 63               | 27108      | 27580        | Bernay         |
| Breux-sur-Avre                   | 336                      | 7,08       | 47               | 27115      | 27570        | Bernay         |
| Chambois                         | 1.347                    | 27,60      | 49               | 27032      | 27240        | Bernay         |
| Chennebrun                       | 100                      | 2,92       | 34               | 27155      | 27820        | Bernay         |
| Courdemanche                     | 593                      | 8,99       | 66               | 27181      | 27320        | Évreux         |
| Courteilles                      | 177                      | 6,24       | 28               | 27182      | 27130        | Bernay         |
| Droisy                           | 459                      | 17,49      | 26               | 27206      | 27320        | Évreux         |
| Gournay-le-Guérin                | 119                      | 12,27      | 10               | 27291      | 27580        | Bernay         |
| Illiers-l’Évêque                 | 1.018                    | 20,63      | 49               | 27350      | 27770        | Évreux         |
| La Madeleine-de-Nonancourt       | 1.160                    | 22,61      | 51               | 27378      | 27320        | Évreux         |
| Les Barils                       | 270                      | 9,53       | 28               | 27038      | 27130        | Bernay         |
| L’Hosmes                         | 66                       | 6,74       | 10               | 27341      | 27570        | Bernay         |
| Mandres                          | 350                      | 11,79      | 30               | 27383      | 27130        | Bernay         |
| Marcilly-la-Campagne             | 1.117                    | 19,50      | 57               | 27390      | 27320        | Évreux         |
| Mesnils-sur-Iton                 | 5.223                    | 105,49     | 50               | 27198      | 27160, 27240 | Bernay         |
| Moisville                        | 233                      | 6,99       | 33               | 27411      | 27320        | Évreux         |
| Nonancourt                       | 2.300                    | 7,21       | 319              | 27438      | 27320        | Évreux         |
| Piseux                           | 691                      | 19,63      | 35               | 27457      | 27130        | Bernay         |
| Pullay                           | 387                      | 12,03      | 32               | 27481      | 27130        | Bernay         |
| Saint-Christophe-sur-Avre        | 141                      | 10,76      | 13               | 27521      | 27820        | Bernay         |
| Saint-Germain-sur-Avre           | 1.188                    | 5,39       | 220              | 27548      | 27320        | Évreux         |
| Saint-Victor-sur-Avre            | 56                       | 6,90       | 8                | 27610      | 27130        | Bernay         |
| Sylvains-Lès-Moulins             | 1.280                    | 23,88      | 54               | 27693      | 27240        | Bernay         |
| Tillières-sur-Avre               | 1.037                    | 16,76      | 62               | 27643      | 27570        | Bernay         |
| Verneuil d’Avre et d’Iton        | 6.115                    | 31,87      | 192              | 27679      | 27130        | Bernay         |
| Kanton Verneuil d’Avre et d’Iton | 28.107                   | 457,93     | 61               | 2722       | –            | –              |

1. ↑   Ohne die Fläche der ehemaligen Gemeinde Condé-sur-Iton, diese gehört zum Kanton Breteuil.
2. ↑   Ohne die Fläche der ehemaligen Gemeinde Francheville, diese gehört zum Kanton Breteuil.

Bis zur Neuordnung bestand der Kanton Verneuil d’Avre et d’Iton aus den 14 Gemeinden Armentières-sur-Avre, Bâlines, Les Barils, Bourth, Chennebrun, Courteilles, Gournay-le-Guérin, Mandres, Piseux, Pullay, Saint-Christophe-sur-Avre, Saint-Victor-sur-Avre, Tillières-sur-Avre und Verneuil-sur-Avre. Sein Zuschnitt entsprach einer Fläche von 169,27 km2.

## Veränderungen im Gemeindebestand seit 2016
2019:
- Fusion Buis-sur-Damville, Grandvilliers (Kanton Breteuil und Kanton Verneuil-sur-Avre), und Roman → Mesnils-sur-Iton

2017:
- Fusion Francheville (Kanton Breteuil) und Verneuil-sur-Avre → Verneuil d’Avre et d’Iton

2016:
- Fusion Avrilly, Corneuil und Thomer-la-Sôgne → Chambois
- Fusion Chanteloup, Le Chesne (Kanton Breteuil), Les Essarts und Saint-Denis-du-Béhélan (Kanton Breteuil) → Marbois
- Fusion Condé-sur-Iton (Kanton Breteuil), Damville, Gouville, Manthelon, Le Roncenay-Authenay und Le Sacq → Mesnils-sur-Iton
- Fusion Sylvains-les-Moulins und Villalet → Sylvains-Lès-Moulins

## Bevölkerungsentwicklung
| 1962  | 1968   | 1975   | 1982   | 1990   | 1999   | 2015   |
| ----- | ------ | ------ | ------ | ------ | ------ | ------ |
| 9.705 | 10.510 | 11.249 | 11.337 | 11.371 | 11.525 | 29.782 |